# 奥尔西讷
奥尔西讷（法語：Orcines，法語發音：[ɔʁsin]），法国中南部城市，奥弗涅-罗讷-阿尔卑斯大区多姆山省的一个市镇，隶属于克莱蒙费朗区，其市镇面积为42.73平方公里，2022年1月1日时人口数量为3,584人，在法国市镇中排名第3,145位。
奥尔西讷位于多姆山省中西部，省会克莱蒙费朗市区以西，多条公路在此交汇。多姆山位于奥尔西讷境内。

## 地名来源
根据当地官方网站的论述，“Orcines”一名转写自“Urcinus”，后者出自拉丁语单词“orcinus”和“orcus”，分别意为“地狱”和“死亡”，该名称可能与当地历史上的火山口祭祀活动有关。
奥尔西讷所处区域历史上曾通行奥弗涅方言，“Orcines”在奥克语维基百科中及同语言的Openstreetmap中被标记为“Orsinas”。

## 历史

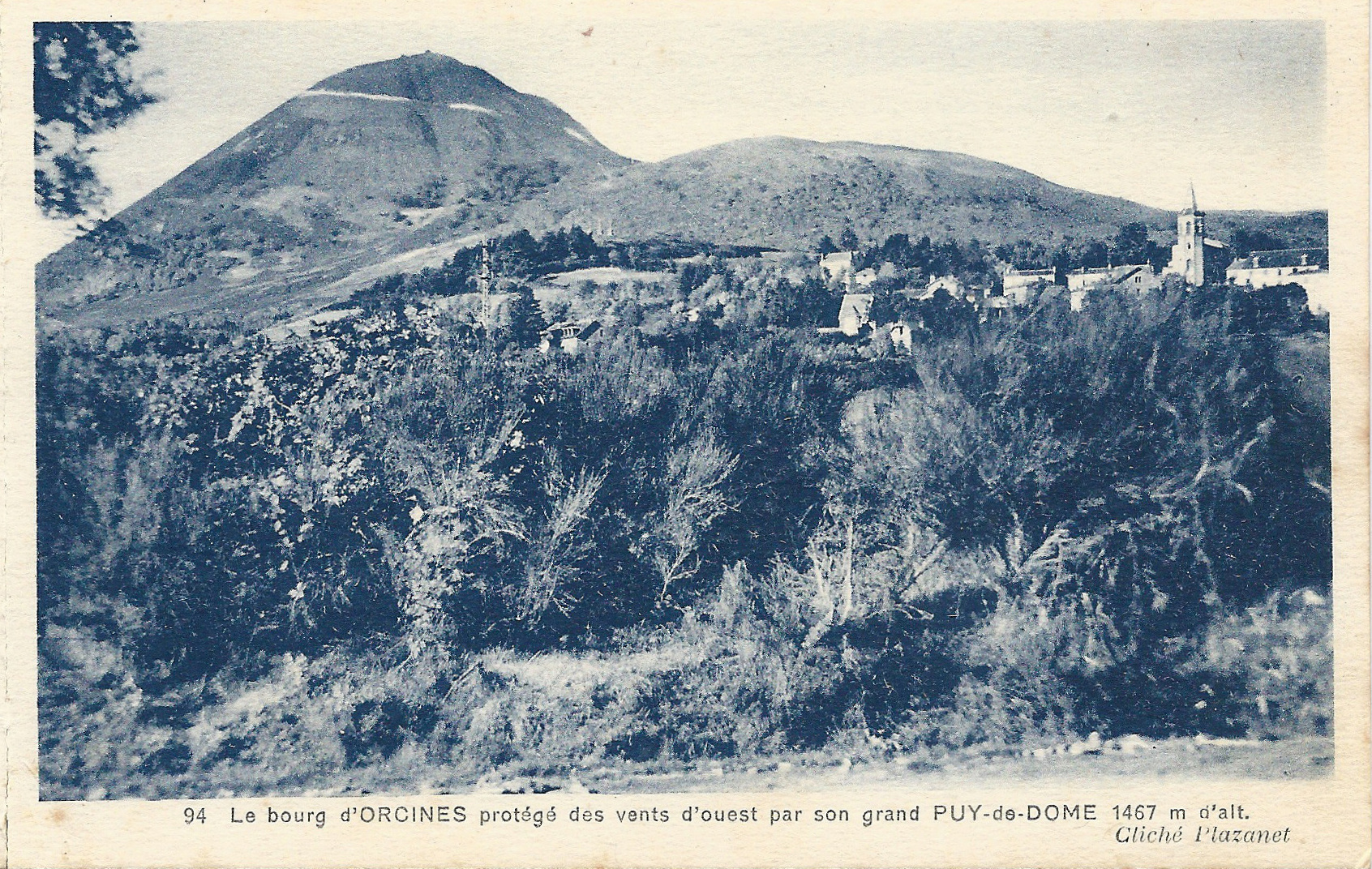
20世纪30年代的多姆山麓

奥尔西讷的早期历史尚不清楚。根据当地官方网站的论述，奥尔西讷在史前时期就已出现人类活动。根据当地神话传说，该地曾是与火山相关的宗教祭祀场所。在高卢-罗马时期，一条横穿多姆山脉的罗马道路穿越奥尔西讷，连接克莱蒙与周边地区。中世纪时，奥尔西讷长期为奥弗涅地区的一处山地农业聚落。法国大革命后，奥尔西讷成为多姆山省的一个市镇。第二次世界大战期间，奥尔西讷曾为抵抗运动的重要据点，1944年7月12日，24名抵抗运动成员在此地被纳粹德军杀害。战后，得益于克莱蒙费朗的城市扩张，奥尔西讷人口数量有所增加，此外奥尔西讷境内的多姆山亦得到旅游开发，旅游业成为当地的重要经济支柱。2012年，连接奥尔西讷和多姆山顶的多姆山全景列车建成通车。自2014年起，奥尔西讷成为奥尔西讷县的县治。

## 地理

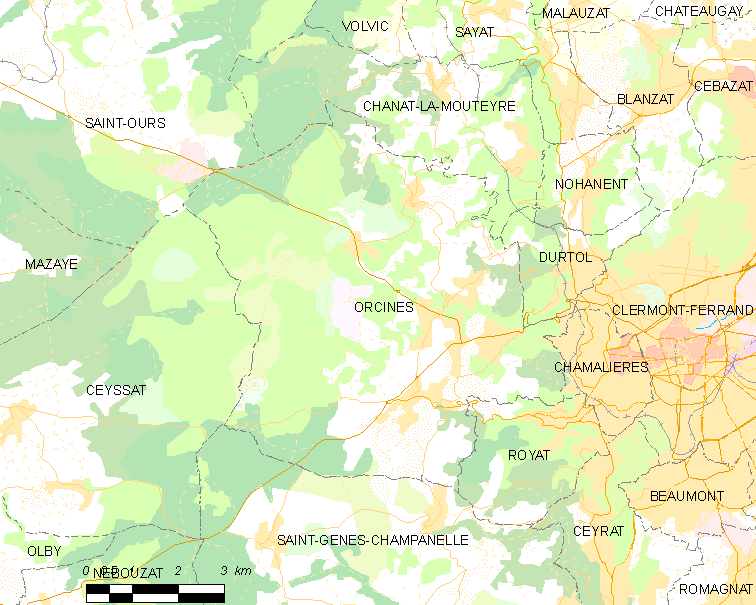
奥尔西讷市镇范围地图

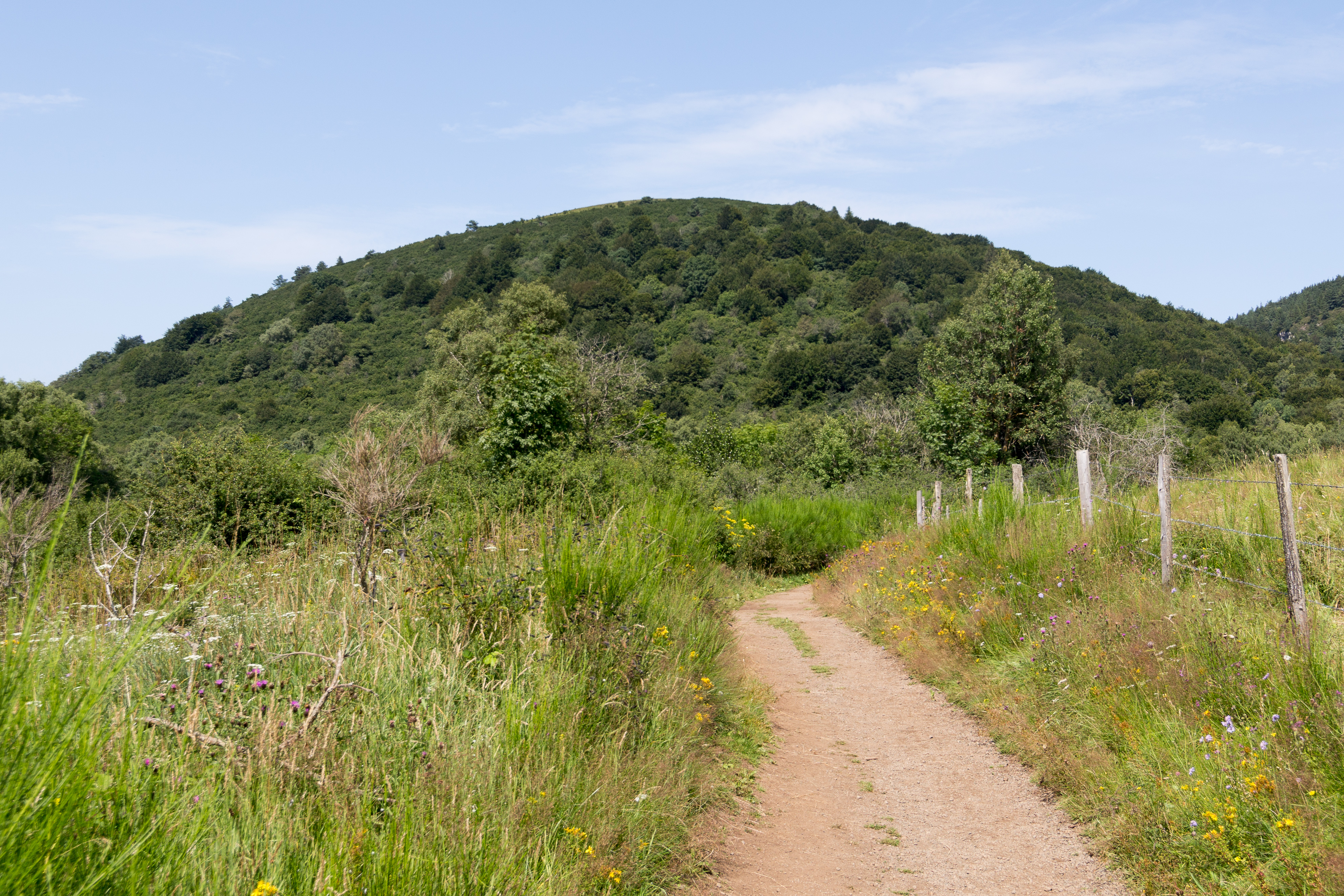
奥尔西讷境内的莱古勒山口

奥尔西讷位于法国中南部，奥弗涅-罗讷-阿尔卑斯大区西部和多姆山省中西部，距离省会克莱蒙费朗大约8公里。与奥尔西讷接壤的市镇包括：塞萨、沙马利耶尔、沙纳拉穆泰尔、克莱蒙费朗、迪尔托勒、鲁瓦亚、圣热内斯尚帕内勒和圣乌尔斯。

### 地形
奥尔西讷位于法国中央高原中部，谢讷德皮腹地，境内以山地和山间浅丘为主，市镇中心地势相对较为平缓，市镇西部有包括多姆山在内的多处山丘，全境海拔在480到1,465米之间。

### 水文
奥尔西讷位于卢瓦尔河流域范围内，蒂尔泰讷河和沙萨涅溪（ruisseau de Chassagne）等均发源于奥尔西讷境内并向东流出市境。

### 植被
奥尔西讷属于温带阔叶混交林区，部分高海拔地区有针叶林分布，其全境位于奥弗涅火山自然保护区内，林地广泛分布于河流附近及坡地地带。
在鲜花城市的评比中，奥尔西讷被评为1星级鲜花城市。

### 气候
奥尔西讷在柯本气候分类法中属于带有山地及大陆性气候特征的温带海洋性气候（Cfb），部分高海拔地区高山气候特征明显。
距离奥尔西讷最近的常年气象站位于奥尔西瓦勒境内，以下为该气象站的数据（其中日照数据取自克莱蒙费朗）：
| 奥尔西瓦勒 1981年－2019年 | 奥尔西瓦勒 1981年－2019年 | 奥尔西瓦勒 1981年－2019年 | 奥尔西瓦勒 1981年－2019年 | 奥尔西瓦勒 1981年－2019年 | 奥尔西瓦勒 1981年－2019年 | 奥尔西瓦勒 1981年－2019年 | 奥尔西瓦勒 1981年－2019年 | 奥尔西瓦勒 1981年－2019年 | 奥尔西瓦勒 1981年－2019年 | 奥尔西瓦勒 1981年－2019年 | 奥尔西瓦勒 1981年－2019年 | 奥尔西瓦勒 1981年－2019年 | 奥尔西瓦勒 1981年－2019年 |
| 月份                      | 1月                       | 2月                       | 3月                       | 4月                       | 5月                       | 6月                       | 7月                       | 8月                       | 9月                       | 10月                      | 11月                      | 12月                      | 全年                      |
| ------------------------- | ------------------------- | ------------------------- | ------------------------- | ------------------------- | ------------------------- | ------------------------- | ------------------------- | ------------------------- | ------------------------- | ------------------------- | ------------------------- | ------------------------- | ------------------------- |
| 历史最高温 °C（°F）       | 18.7 (65.7)               | 19.8 (67.6)               | 20.6 (69.1)               | 22.7 (72.9)               | 26.6 (79.9)               | 31.2 (88.2)               | 30 (86)                   | 33 (91)                   | 27.7 (81.9)               | 25.2 (77.4)               | 20.8 (69.4)               | 19.4 (66.9)               | 33 (91)                   |
| 平均高温 °C（°F）         | 4 (39)                    | 4 (39)                    | 7.1 (44.8)                | 9.6 (49.3)                | 14.3 (57.7)               | 17.8 (64.0)               | 20 (68)                   | 20 (68)                   | 15.7 (60.3)               | 12.2 (54.0)               | 6.6 (43.9)                | 4 (39)                    | 11.3 (52.3)               |
| 日均气温 °C（°F）         | 1.1 (34.0)                | 1 (34)                    | 3.7 (38.7)                | 5.9 (42.6)                | 10.3 (50.5)               | 13.7 (56.7)               | 15.8 (60.4)               | 15.9 (60.6)               | 12 (54)                   | 9 (48)                    | 3.8 (38.8)                | 1.3 (34.3)                | 7.8 (46.0)                |
| 平均低温 °C（°F）         | −1.8 (28.8)               | −1.9 (28.6)               | 0.3 (32.5)                | 2.2 (36.0)                | 6.4 (43.5)                | 9.5 (49.1)                | 11.5 (52.7)               | 11.9 (53.4)               | 8.4 (47.1)                | 5.8 (42.4)                | 1 (34)                    | −1.4 (29.5)               | 4.3 (39.7)                |
| 历史最低温 °C（°F）       | −14 (7)                   | −18.4 (−1.1)              | −15.1 (4.8)               | −7.1 (19.2)               | −2.9 (26.8)               | 0.8 (33.4)                | 3 (37)                    | 3.7 (38.7)                | −1.1 (30.0)               | −8 (18)                   | −11.5 (11.3)              | −15.3 (4.5)               | −18.4 (−1.1)              |
| 平均降水量 mm（）         | 78 (3.1)                  | 68.2 (2.69)               | 64.8 (2.55)               | 90.3 (3.56)               | 87.4 (3.44)               | 101.1 (3.98)              | 104.1 (4.10)              | 100.2 (3.94)              | 112.3 (4.42)              | 99.7 (3.93)               | 103.5 (4.07)              | 75.6 (2.98)               | 1,085.2 (42.72)           |
| 月均日照時數              | 88.9                      | 108.4                     | 161.4                     | 173.5                     | 197.9                     | 225.2                     | 249.2                     | 234.8                     | 185.4                     | 135.1                     | 84                        | 69.2                      | 1,913                     |
| 来源：infoclimat.fr       |                           |                           |                           |                           |                           |                           |                           |                           |                           |                           |                           |                           |                           |

## 行政区划
奥尔西讷的市镇编号为63263，邮政编号为63870。
在行政管理方面，奥尔西讷隶属于法国奥弗涅-罗讷-阿尔卑斯大区多姆山省克莱蒙费朗区；在地方选举方面，奥尔西讷是奥尔西讷县的中央投票站所在地，其市镇范围全境被划入多姆山省第三选区；在社会管理方面，奥尔西讷是克莱蒙奥弗涅都会区的组成部分。
截至2024年11月，奥尔西讷市镇范围内暂无任何城市敏感街区及城市政策优先街区。
法国国家统计与经济研究所（简称“INSEE”）在进行数据统计时，将奥尔西讷市镇单独设为奥尔西讷城市核心区，并将包括奥尔西讷在内的周边共182个市镇划为克莱蒙费朗讷城市区。自2020年起，克莱蒙费朗城市区被包含209个市镇的克莱蒙费朗城市辐射区。此外，INSEE还将奥尔西讷市镇整体看作一个“块区”（IRIS），以便于统计人口分布情况。

## 交通

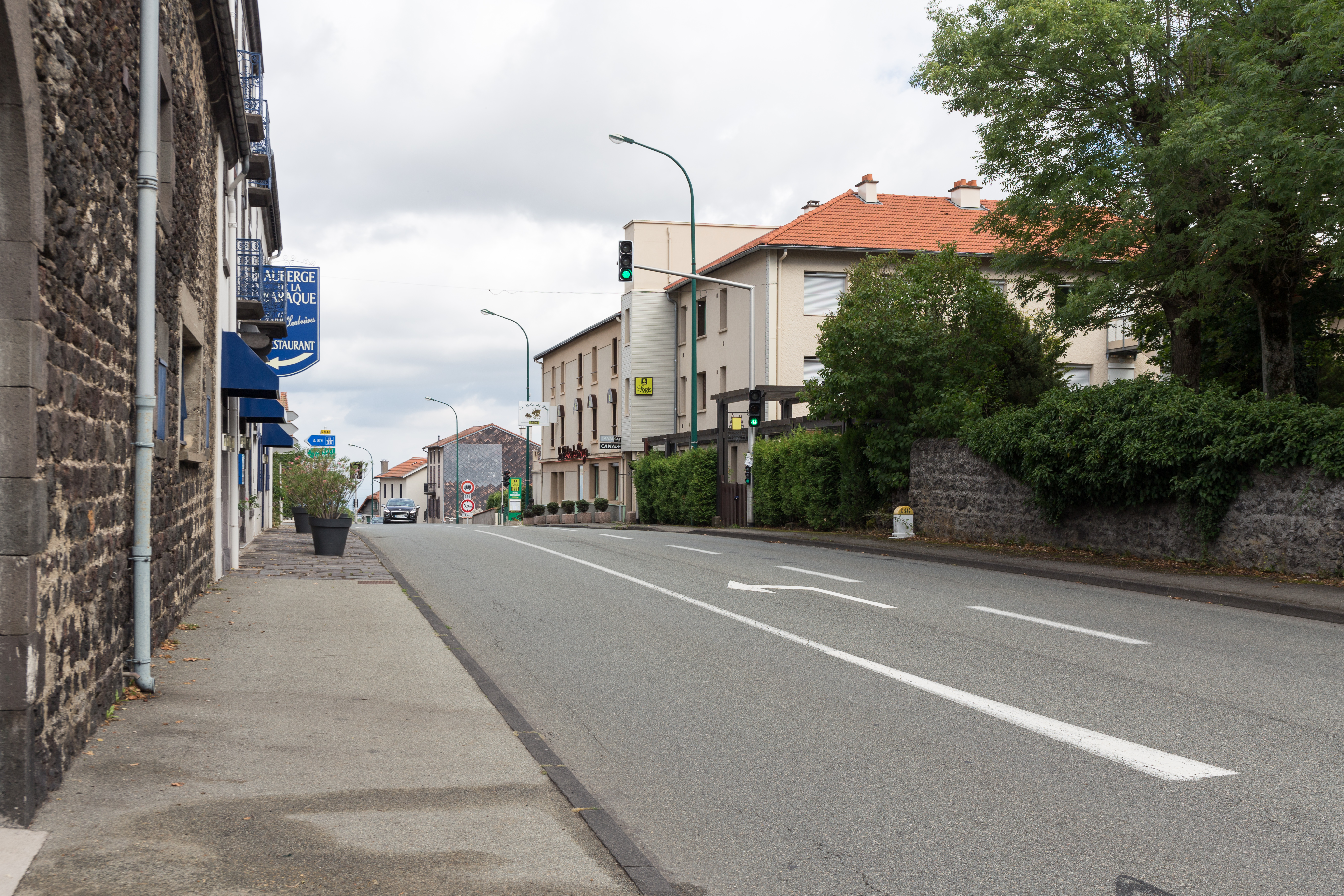
横穿奥尔西讷镇中心的公路

### 公路
多姆山省省道D68线、D90线、D590线、D768线、D774线、D941线和D942线在奥尔西讷境内交汇。奥弗涅-罗讷-阿尔卑斯城际巴士（商业名称为）下属的Volcania旅游线停靠奥尔西讷，每年夏季及部分节假日开行，可直通克莱蒙费朗和圣乌尔斯等地。
2021年，84.7%的奥尔西讷家庭拥有至少一辆私人汽车。2022年，奥尔西讷境内共发生各类交通事故2起，造成2人重伤。
| 15 | 13 |

| 26 | 18 |

| 克莱蒙费朗 | 8 |

| 沙马利耶尔 | 8.5 |

| 里永 | 21 |

| 沃尔维克 | 15 |

| 蓬托米尔 | 34 |

| 罗什福尔 | 27 |

### 铁路
距离奥尔西讷最近的运营中的客运铁路车站为4.9公里外的位于迪尔托勒-诺南站，该站停靠往返于克莱蒙费朗和沃尔维克一线的区域列车。
通往多姆山顶的多姆山全景列车全长5.3公里，于2012年建成运行。

### 航空
奥尔西讷距离克莱蒙费朗机场的公路里程大约18公里。

### 城市公共交通
奥尔西讷是克莱蒙费朗城市公共交通（商业名称为“T2C”）的服务覆盖范围。截至2024年11月，该系统共包括1条有轨电车线路和数十条公交线路，其中摆渡巴士（Navette）途经奥尔西讷。

## 政治

### 市政内阁

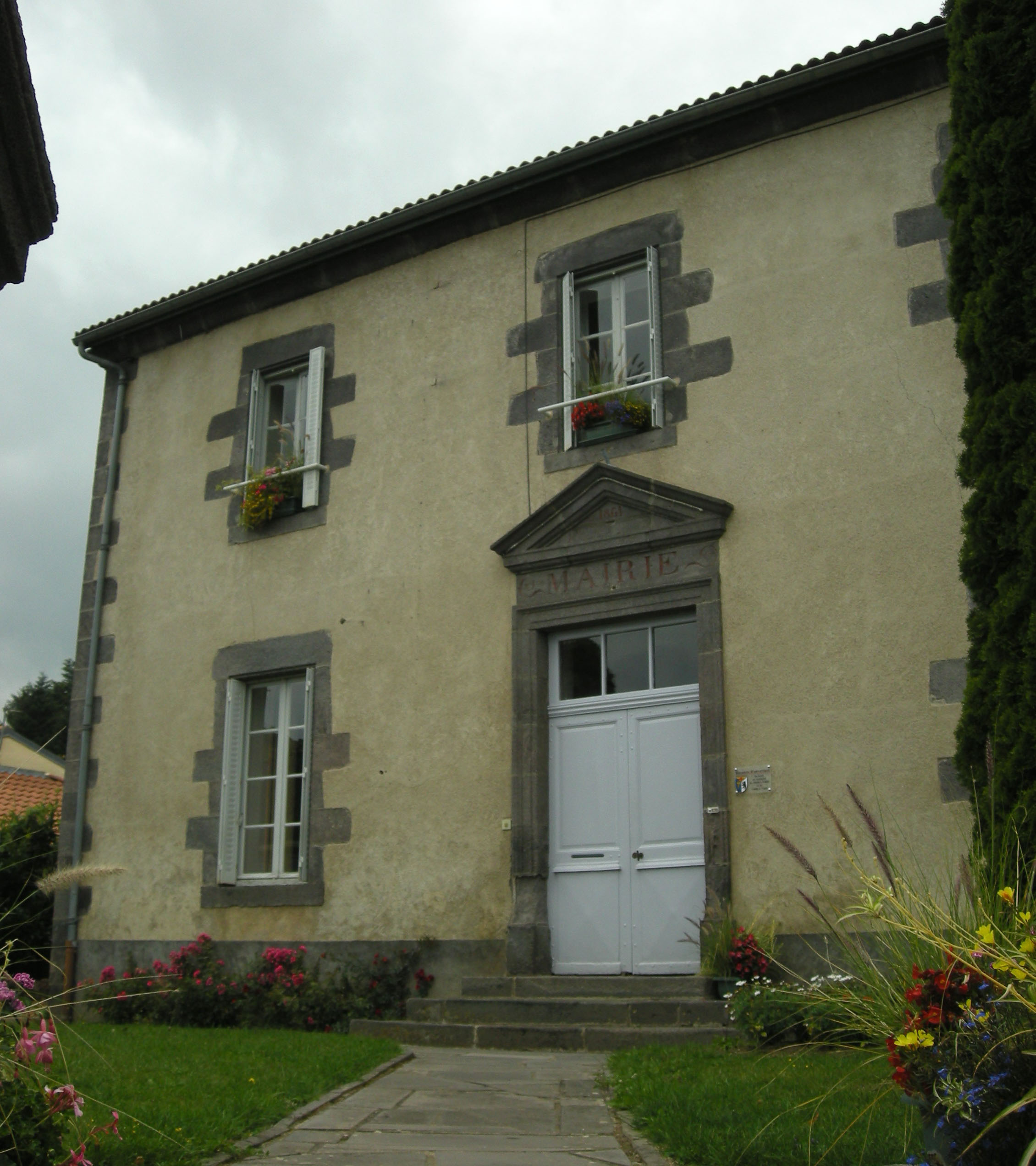
奥尔西讷市政厅

奥尔西讷的现任市长为让-马克·莫尔万先生（Jean-Marc MORVAN），他是一名右翼无党派人士，在2020年的市政选举中获得了52.25%的支持率。
| 奥尔西讷历届市长 | 奥尔西讷历届市长                | 奥尔西讷历届市长  |
| 任期             | 市长                            | 党派              |
| ---------------- | ------------------------------- | ----------------- |
| 1945年－1967年   | Sylvain BONNET 西尔万·博内      | 不详              |
| 1967年－1977年   | Pierre LADANT 皮埃尔·拉当       | 不详              |
| 1977年－1989年   | Georges MONNET 乔治·莫内        | RPR保衛共和聯盟   |
| 1989年－2001年   | Michel FAURE 米歇尔·富尔        | 不详              |
| 2001年－2008年   | Patrick COLLAS 帕特里克·科拉    | PS社会党          |
| 2008年－         | Jean-Marc MORVAN 让-马克·莫尔万 | DVD右翼无党派人士 |

### 各级选举
| 奥尔西讷历届投票选举结果 | 奥尔西讷历届投票选举结果 | 奥尔西讷历届投票选举结果 | 奥尔西讷历届投票选举结果 | 奥尔西讷历届投票选举结果   | 奥尔西讷历届投票选举结果 | 奥尔西讷历届投票选举结果 | 奥尔西讷历届投票选举结果   | 奥尔西讷历届投票选举结果 | 奥尔西讷历届投票选举结果 |
| 选举项目                 | 选举范围                 | 选区单位                 | 选区单位内的选举结果     | 选区单位内的选举结果       | 选区单位内的选举结果     | 选区单位内的选举结果     | 选区单位内的选举结果       | 选区单位内的选举结果     | 参考资料                 |
| 选举项目                 | 选举范围                 | 选区单位                 | 第一轮胜出者             | 第一轮胜出者               | 支持率                   | 第二轮胜出者             | 第二轮胜出者               | 支持率                   | 参考资料                 |
| ------------------------ | ------------------------ | ------------------------ | ------------------------ | -------------------------- | ------------------------ | ------------------------ | -------------------------- | ------------------------ | ------------------------ |
| 2017年法國總統選舉       | 法國                     | 市镇                     |                          | 埃马纽埃尔·马克龙          | 31.88%                   |                          | 埃马纽埃尔·马克龙          | 78.3%                    | [ 27 ]                   |
| 2017年法国立法选举       | 多姆山省第三选区         | 市镇                     |                          | 洛朗丝·维什涅夫斯基        | 39.19%                   |                          | 洛朗丝·维什涅夫斯基        | 52.53%                   | [ 27 ]                   |
| 2019年欧洲议会选举       | 法國                     | 市镇                     |                          | 若尔丹·巴尔代拉            | 28.55%                   | （不适用）               | （不适用）                 | （不适用）               | [ 29 ]                   |
| 2021年法国省级选举       | 多姆山省                 | 县                       |                          | 马蒂娜·博尼 让-马克·布瓦耶 | 56.62%                   |                          | 马蒂娜·博尼 让-马克·布瓦耶 | 68.49%                   | [ 30 ] [ 31 ]            |
| 2021年法国省级选举       | 多姆山省                 | 市镇                     |                          | 马蒂娜·博尼 让-马克·布瓦耶 | 53.31%                   |                          | 马蒂娜·博尼 让-马克·布瓦耶 | 65.94%                   | [ 30 ] [ 31 ]            |
| 2021年法国大区选举       |                          | 市镇                     |                          | 洛朗·沃基耶                | 51.82%                   |                          | 洛朗·沃基耶                | 59.82%                   | [ 32 ]                   |
| 2022年法国总统选举       | 法國                     | 市镇                     |                          | 埃马纽埃尔·马克龙          | 37.1%                    |                          | 埃马纽埃尔·马克龙          | 71.37%                   | [ 27 ]                   |
| 2022年法国立法选举       | 多姆山省第三选区         | 市镇                     |                          | 洛朗丝·维什涅夫斯基        | 32.65%                   |                          | 洛朗丝·维什涅夫斯基        | 61.64%                   | [ 27 ]                   |
| 2024年欧洲议会选举       | 法國                     | 市镇                     |                          | 若尔丹·巴尔代拉            | 22.56%                   | （不适用）               | （不适用）                 | （不适用）               | [ 27 ]                   |
| 2024年法国立法选举       | 多姆山省第三选区         | 市镇                     |                          | 洛朗丝·维什涅夫斯基        | 31.64%                   |                          | 洛朗丝·维什涅夫斯基        | 39.92%                   | [ 27 ]                   |

## 人口
2021年，奥尔西讷市镇人口数量为3,566，在法国排名第3,145位。其中男性1,754人，女性1,812人，75岁及以上人口占8.1%，外籍人口数量为57人，人口密度为83人/平方公里，当地居民被称为（男性）或（女性）。2022年，奥尔西讷境内出生41人，死亡人口25人。
| 奥尔西讷1901年－2021年人口变化情况 |
|                                    |
| 数据来源：Cassini、INSEE           |

## 经济
奥尔西讷是一个区域性的中心城市。截至2024年11月，奥尔西讷市镇范围内共有各类用人单位（包含自雇）548家，平均历史为18年，其中99.06%为中小型企业（PME），2024年9月至11月间，当地的经济活力指数为0。（文化旅游产业）、（铁路旅客运输）及（零售）是当地2022年已公布营业额最高的三个企业，分别为4,427,717欧元、1,320,420欧元和1,293,744欧元。

## 财政与居民收入
2022年，奥尔西讷的财政收入总额为2,440,310欧元，财政支出总额为2,080,970欧元，当年的债务总额为1,483,900欧元。 2022年，奥尔西讷市镇通过增值税获得32,690欧元的收入，此外当地还共获得了152,580欧元的国家直接财政补助。
| 奥尔西讷居民收入情况                             | 奥尔西讷居民收入情况 | 奥尔西讷居民收入情况  | 奥尔西讷居民收入情况 |
| 内容                                             | 奥尔西讷             | 法国                  | 统计年份             |
| ------------------------------------------------ | -------------------- | --------------------- | -------------------- |
| 征税家庭总数                                     | 1,537                | 1,081（法国市镇平均） | 2022年               |
| 居民平均月收入                                   | 2,858欧元            | 2,435欧元             | 2022年               |
| 高级职员人均月收入                               | 4,340欧元            | 4,331欧元             | 2021年               |
| 中级职员人均月收入                               | 2,580欧元            | 2,470欧元             | 2021年               |
| 普通职员人均月收入                               | 1,763欧元            | 1,801欧元             | 2021年               |
| 贫困率                                           | 不详                 | 14.5%                 | 2020年               |
| 青壮年（15至64岁）失业率                         | 6.2%                 | 7.4%                  | 2020年               |
| 征税家庭数量占比                                 | 64.3%                | 45.5%                 | 2020年               |
| 家庭年均纳税                                     | 5,143欧元            | 4,393欧元             | 2022年               |
| 资料来源：INSEE、L'Internaute、Le Journal du Net |                      |                       |                      |

## 社会事务

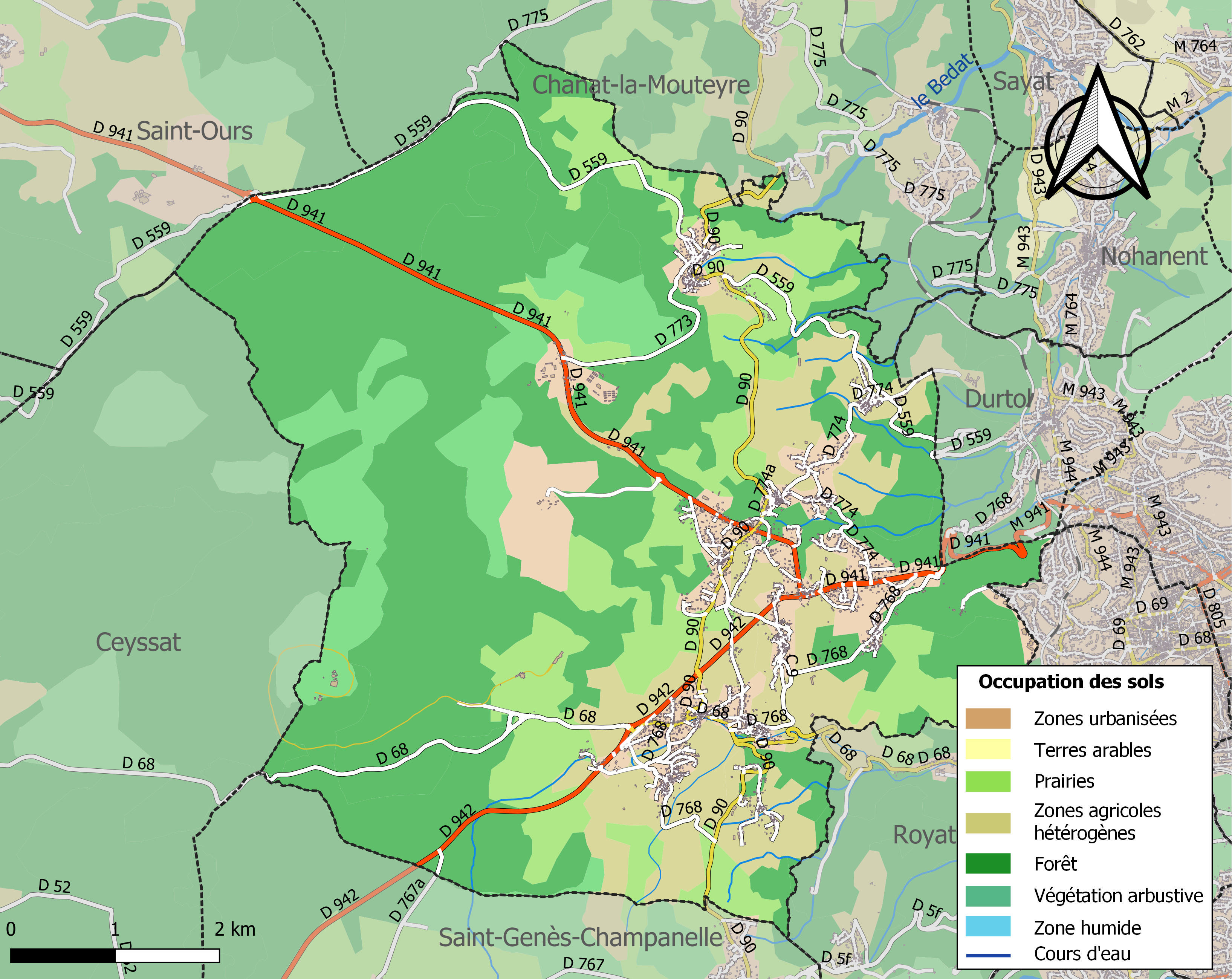
奥尔西讷土地利用情况地图

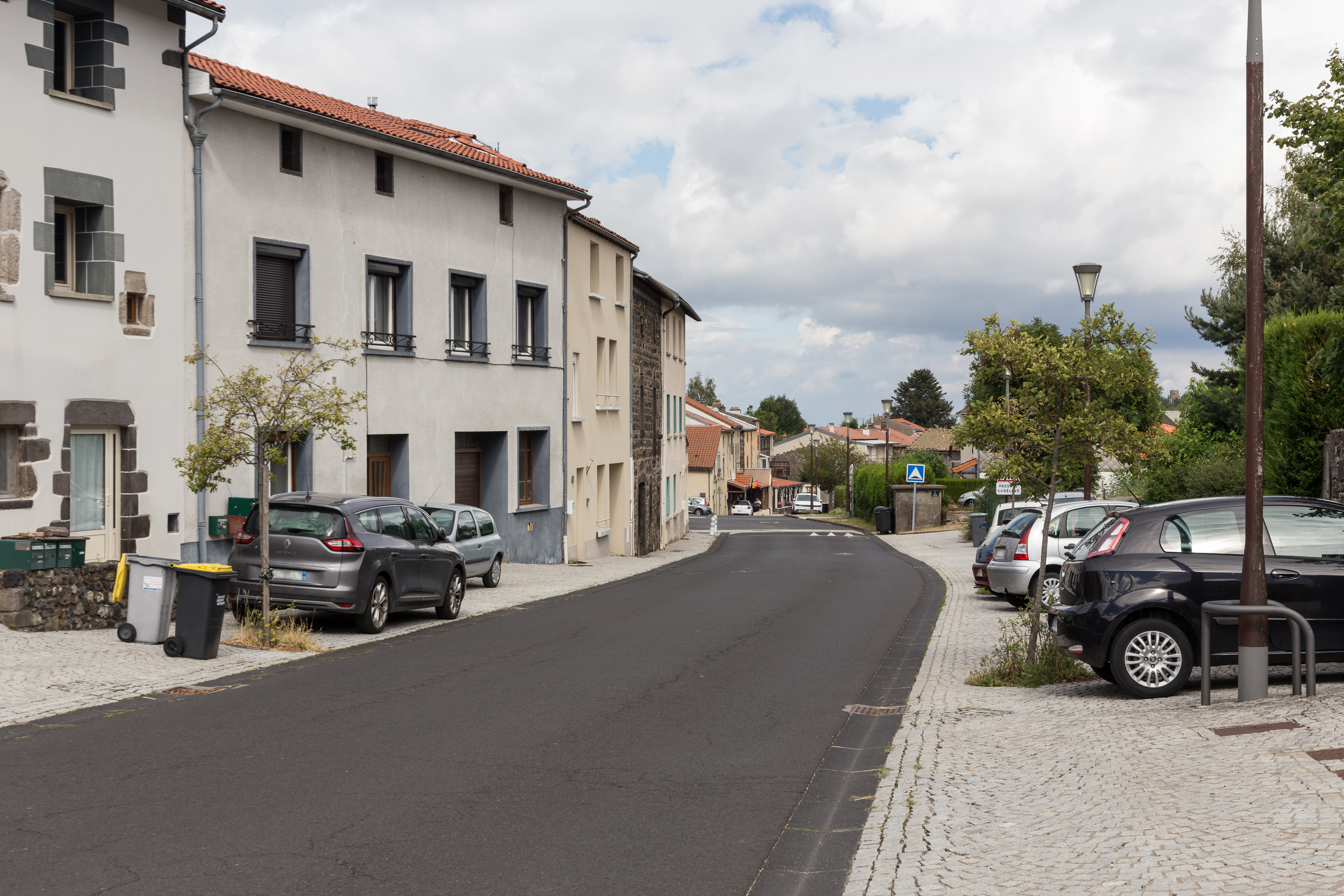
多姆山路

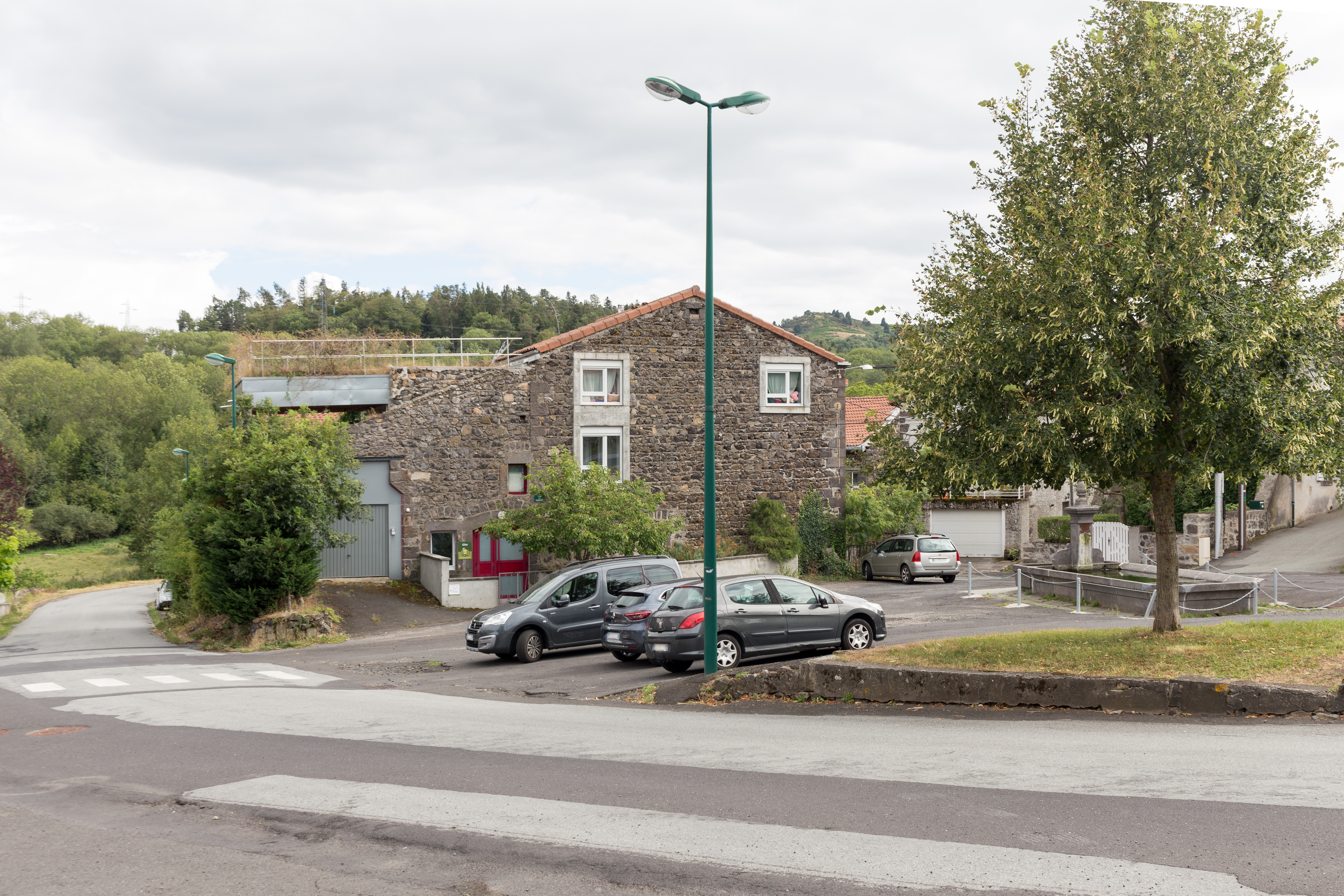
一处民居

### 教育
奥尔西讷属于克莱蒙费朗学区。截至2023年1月1日，奥尔西讷境内共有2所小学和1所初级中学。2022至2023学年度，奥尔西讷境内共有在校中等教育阶段学生70名。

### 医疗
截至2023年1月1日，奥尔西讷境内共有全科医生3名、保健师2名、牙医1名和护士8名。境内共有药房1家。
距离奥尔西讷最近的区域性医疗机构为克莱蒙费朗大学中心医院，其主病蒙皮耶医院（Hôpital Montpied）位于克莱蒙费朗市区北侧，距离奥尔西讷市区的正常车程大约30分钟，该院设有床位1095个，是当地规模最大的公立综合性医院。

### 住房
2021年，奥尔西讷境内共有各类住房1,771套，其中88.7%为独立式住宅，11.2%为集中式住宅。常住房屋占奥尔西讷市镇范围内居民建筑总量的87.8%。
在住房保障政策方面，2023年，奥尔西讷境内共有440户家庭获得了家庭津贴补助，受益人数占总人口数量的12.3%，其中50份为房租补助。

### 商业
2021年，奥尔西讷境内共有各类实体商铺56家，其中餐厅10家、大型超市1家、面包房4家、美容美发店4家、汽车维修店3家。奥尔西讷镇中心建有一家家乐福便民超市。

### 体育
2023年，奥尔西讷境内共有1间体育馆、1处网球场、1处马术场、1处足球或橄榄球场以及1处高尔夫球场。
截至2024年11月，奥尔西讷体育会（AS Orcines，编号520786）是奥尔西讷境内唯一的一家注册足球俱乐部，其主队2024至2025赛季参加多姆山省足球联赛甲组（法国第九级别），其主场为市政球场（Stade Municipal）。

### 环境
奥尔西讷的环境事务由其所属的克莱蒙奥弗涅都会区联合各级政府协调负责。2021年，奥尔西讷境内暂无污染企业。

### 治安
2023年，奥尔西讷市镇范围内累计记录各类案件93起，其中盗窃类案件45起，人身侵犯类案件6起，毒品交易类案件30起。

## 文化

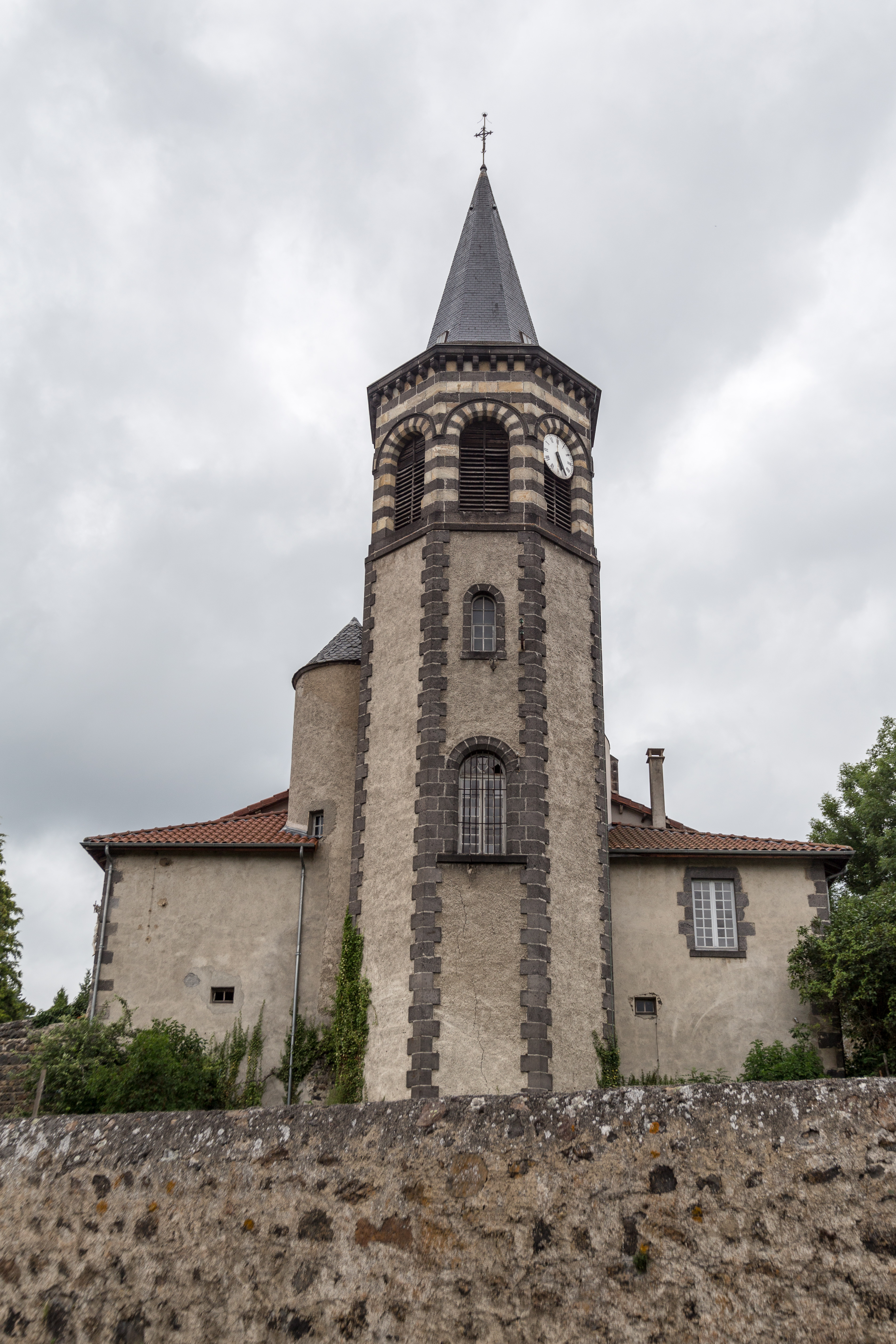
圣朱利安教堂

2021年，奥尔西讷境内暂无任何文化设施。奥尔西讷境内建有“日积泡沫图书馆”（bibliothèque L’écume des jours），每周二、三、六向公众开放。

### 建筑
奥尔西讷境内有多处历史建筑，其中墨丘利神庙为法国国家文物保护单位，镇中心的圣朱利安教堂（Église Saint-Julien d'Orcines）是当地的地标性建筑物。

### 旅游
奥尔西讷的旅游事务由其所属的克莱蒙奥弗涅都会区联合各级政府协调负责。2024年，奥尔西讷境内共有3家酒店共计79间房间。

### 媒体
法国主要的媒体均可在奥尔西讷接收，法国电视三台下属的奥弗涅-罗讷-阿尔卑斯大区频道在部分时段播出奥尔西讷所在多姆山省的地方新闻。《山地报》、蓝色法兰西奥弗涅地区广播、震动广播、Scoop广播等为当地主要的地方性媒体。

## 友好城市
截至2024年11月，奥尔西讷暂未建立任何友好城市关系。